# Helicopsyche arma
Helicopsyche arma is een schietmot uit de familie Helicopsychidae. De soort komt voor in het Australaziatisch gebied.